# Krifate
Krifate  (in arabo كريفات‎?) è un centro abitato e comune rurale del Marocco situato nella provincia di Fquih Ben Salah, regione di Béni Mellal-Khénifra. Conta una popolazione di 29 214 abitanti (censimento 2014).